# Mitch Daniels

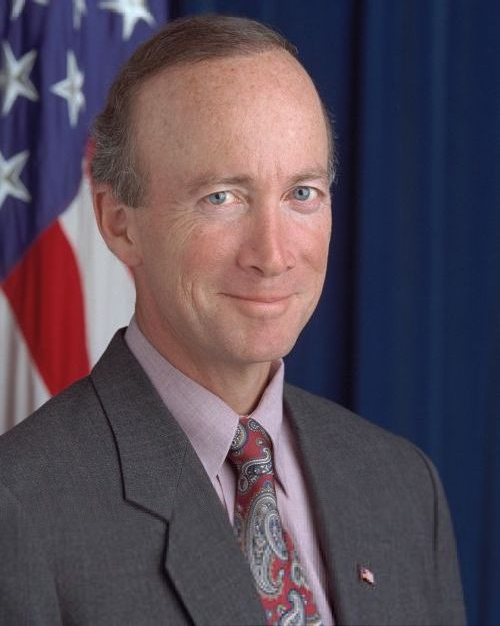
Mitch Daniels

Mitch Daniels (sinh 7 tháng 4 năm 1949) là Thống đốc bang Indiana thứ 49. Ông bắt đầu giữ chức vụ này từ 10 tháng 1 năm 2005 và kết thúc nhiệm kỳ vào ngày 14 tháng 1 năm 2013. Ông là đảng viên đảng Cộng hòa.